# Flamen Dialis

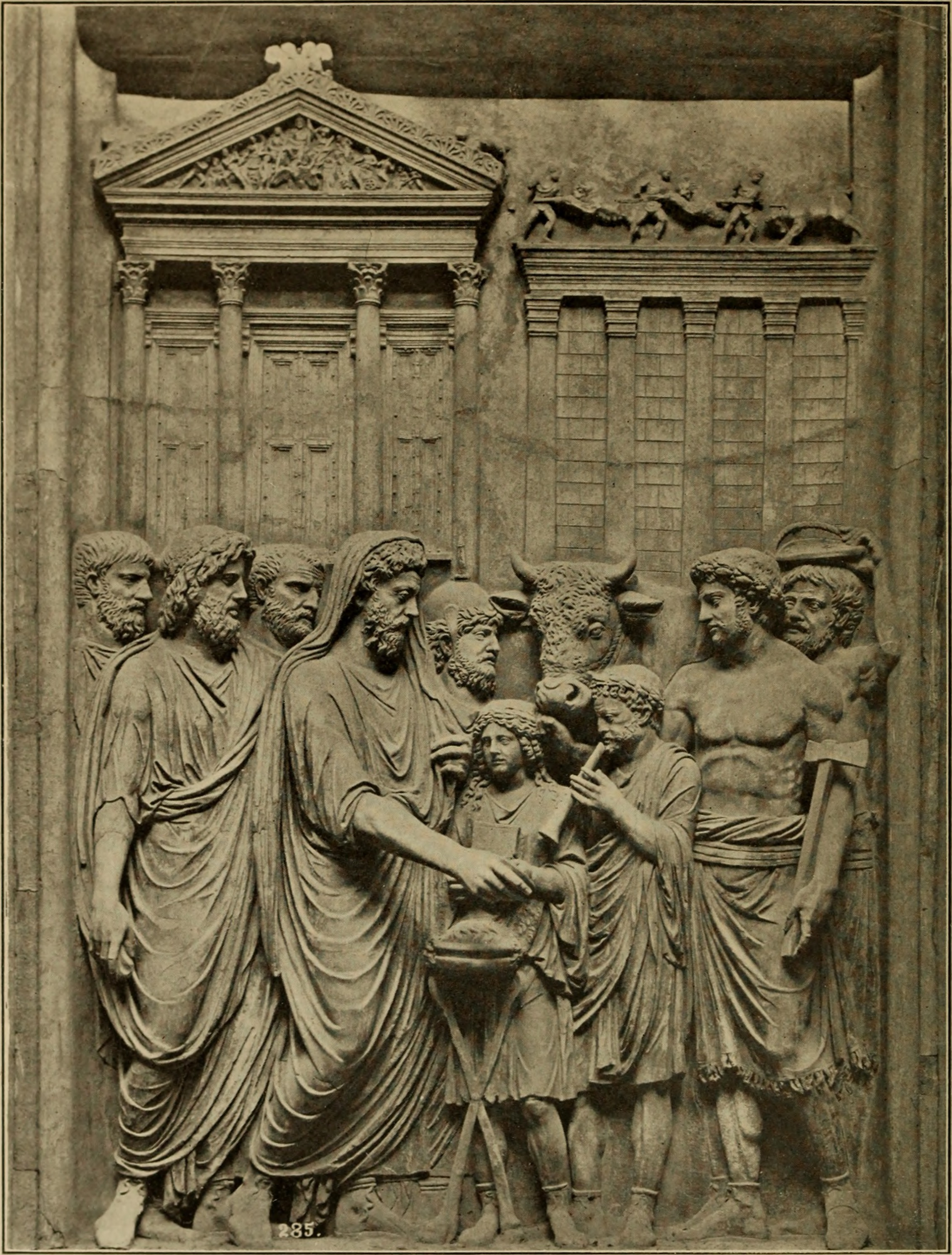
Marco Aurelio ofreciendo sacrificio asistido por el Flamen Dialis.

El flamen Dialis era el sacerdote de Júpiter, uno de los tres flamines mayores y, por lo tanto, un cargo importante en la religión del Estado romano.
Cuando el puesto quedaba vacante, tres personas descendientes de patricios cuyos padres estuvieran casados de acuerdo a la ceremonia del confarreatio (matrimonio tradicional romano) eran nominadas por los Comitia. Uno de los tres era elegido (captus) y consagrado (inaugurabatur) por el pontifex maximus.

## Privilegios
El flamen Dialis disfrutaba de algunos honores algo peculiares, como ser considerado emancipado del control paterno y convertirse en sui iuris. Ser el único de entre todos los sacerdotes que vestía el albogalerus (apex); tener derecho a ser escoltado por un lictor, a usar toga praetexta, a la silla curul, y a sentarse en el Senado en virtud a su oficio. Este último privilegio, después de haber sido discutido durante un largo periodo, fue aceptado por Cayo Valerio Flaco (209 a. C.). Según Tito Livio la demanda fue aceptada en deferencia a su alto carácter personal y no porque se creyera en la justicia de la petición.
También tenía una serie de privilegios y costumbres que nos recuerdan a los derechos adjuntos a las personas y posesiones de los cardenales papales, tales como que solo el rex sacrificulus tenía el derecho a sentarse por encima de él en un banquete, si un condenado se refugiaba en su casa, las cadenas eran inmediatamente abiertas y transportadas a través del impluvium hasta el tejado y arrojadas desde allí hacia la calle y si un criminal camino a su castigo se encontraba con él y caía suplicante a sus pies, era perdonado por ese día.

## Obligaciones
Para conservar la balanza tras estos altos honores, el flamen Dialis estaba sujeto a multitud de restricciones y privaciones, las cuales fueron recopiladas por Aulo Gelio a partir de las obras de Fabio Píctor y Masurio Sabino. De entre las restricciones destaca el que para él fuese ilegal pasar fuera de la ciudad una sola noche (una normativa que parece haber sido modificada por Augusto hasta el punto de permitir una ausencia de hasta dos noches). Además, tenía prohibido dormir fuera de su propia cama durante tres noches consecutivas (de tal manera que le fuese imposible el poder ejercer el gobierno de una provincia), no debía montar a caballo (ni tan siquiera podía tocar uno), no podía posar la mirada sobre un ejército armado sin el pomoerium y no podía ser elegido para un consulado. De hecho, parece como si originalmente fuera excluido de la persecución y aceptación de alguna magistratura; pero esta última prohibición no fue respetada del todo en los últimos años. El objeto de estas reglas era convertir al sacerdote literalmente en un Iovi adsiduum sacerdotem, que prestara atención constante a las tareas de su sacerdocio y que evitase las tentaciones de descuidar sus tareas.
El origen de las supersticiones que a continuación enumeramos no está claro, pero los curiosos podrán encontrar múltiples especulaciones en Plutarco, Festo (Edera y Equo) y Plinio el Viejo: no podía realizar juramentos, no podía llevar un anillo nisi pervio et casso, es decir, a no ser que sea plano y sin piedras, no podía desnudarse en espacios abiertos, no podía salir sin su peinado apropiado ni llevando un nudo en alguna parte de su atuendo, ni caminar por un sendero cubierto por vides. No podía tocar ni harina, ni levadura, ni pan con levadura, ni un cuerpo muerto; no podía entrar a un bustum (sepulcro) a no ser que no fuera a oficiar un entierro. También tenía prohibido tocar o nombrar a perros, cabras, hiedra, habas o carne cruda. Nadie más que un hombre libre podía cortarle el pelo; los mechones de pelo y las uñas cortadas eran enterrados bajo un felix arbor. Nadie podía dormir en su cama, la cual tenía las patas manchadas de arcilla fina. También era ilegal colocar una caja de pasteles de sacrificio en contacto con la cama.

## Matrimonio y laflaminica
El flamen Dialis debía casarse con una mujer virgen mediante el rito de la confarreatio, cuya regulación también se aplicaba a los dos otros flamines maiores. Como la ayuda de la mujer era esencial para la realización de algunos ritos, el divorcio no estaba permitido, y si ella moría, el flamen Dialis estaba obligado a dimitir.
El nombre que se le daba a la mujer del flamen Dialis era el de flaminica, y las restricciones impuestas sobre ella eran similares a las de su marido. Su vestido consistía en un traje teñido (venenato operitur); su pelo era trenzado hacia arriba con una banda púrpura peinada en forma de cono (tutulus). Usaba un manto pequeño con un borde (rica) al que se unía un recorte de un felix arbor. Es difícil determinar que era la rica, si un manto corto, como parece lo más probable, o un pañuelo para colocar sobre la cabeza. Tenía prohibido subir una escalera de más de tres escalones (el texto de Aulo Gelio no es muy claro, pero el objetivo debe ser el haber evitado que se le vieran los tobillos). Cuando iba al argei, no podía ni peinarse ni arreglarse el pelo. En cada nundinae un carnero era sacrificado a Júpiter en la Regia por la flaminica.

## Historia
Tras la muerte del flamen Lucio Cornelio Mérula, elegido cónsul sufecto tras la expulsión de Lucio Cornelio Cinna, quien, tras la restauración de la facción mariana, se suicidó en el santuario en 87 a. C. maldiciendo a sus enemigos con su último aliento, el sacerdocio permaneció sin ocupar hasta la consagración de Servio Cornelio Léntulo Maluginense en 11 a. C. por Augusto, quien era ya pontifex maximus. Entre 87 a. C. y la consagración de Maluginense, por disposición de Julio César, las labores del flamen Dialis fueron realizadas por el pontifex Maximus.
Por su parte, Julio César había sido nominado a los diecisiete años de edad, pero fue exonerado de su cargo al comprobarse que había defectos de forma en su investidura.